# 拉文囊鰓鰻
拉文囊鰓鰻為輻鰭魚綱囊鰓鰻目囊鰓鰻科的一個種，分布於中東太平洋區，從美國加州北部至秘魯海域，屬深海魚類，棲息深度2000-3000公尺，屬肉食性。

## 擴展閱讀
維基物種上的相關：拉文囊鰓鰻